# Ivann Botella
Ivann Quentin Botella (Libourne, 28 juni 1999) is een Frans voetballer die voor SM Caen speelt.

## Clubcarrière

### RC Strasbourg
Botella ondertekende in mei 2019 zijn eerste profcontract bij RC Strasbourg, dat hem twee jaar eerder had weggeplukt bij Trélissac FC. In het seizoen 2018/19 had hij voor het B-elftal van Strasbourg achttien competitiedoelpunten gescoord in de Championnat National 3. Botella speelde uiteindelijk nooit een officiële wedstrijd in het eerste elftal van de club.

### SC Lyon
In juni 2020 stapte Botella over naar de Franse derdeklasser SC Lyon. Daar scoorde hij in zijn debuutseizoen acht competitiedoelpunten in de Championnat National, alsook twee doelpunten tegen AS Saint-Étienne B voor het B-elftal van de club in de Championnat National 3.

### RWDM
Na amper één seizoen bij SC Lyon, dat in het seizoen 2020/21 laatste eindigde in de Championnat National, kon Botella rekenen op interesse uit de Ligue 2. In juni 2021 ondertekende hij echter een tweejarig contract bij de Belgische tweedeklasser RWDM. Daar liep hij tijdens de voorbereiding op het seizoen 2021/22 een quadricepsblessure op, waardoor hij pas op 11 november 2021 zijn officieuze debuut kon maken voor RWDM in een oefenwedstrijd tegen RFC Seraing. Botella kwam in deze oefenwedstrijd meteen tot scoren. Zijn officiële debuut volgde tien dagen na de oefenwedstrijd tegen Seraing: op 21 november 2021 liet trainer Vincent Euvrard hem in de competitiewedstrijd tegen Excelsior Virton (0-2-winst) in de 81e minuut invallen voor William Togui. Een week later kreeg hij een iets langere invalbeurt: tegen KMSK Deinze (2-2) kwam hij in de 54e minuut de geblesseerde Corenthyn Lavie vervangen. Botella kwam in zijn debuutseizoen voor RWDM uiteindelijk opgeteld slechts 45 minuten in actie.
Op de openingsspeeldag van het seizoen 2022/23 was Botella als invaller goed voor een assist tegen Excelsior Virton, waarmee hij RWDM meteen aan een punt hielp gezien de 1-1-einduitslag. Een week later kreeg hij tegen FCV Dender EH zijn eerste basisplaats bij RWDM. Nog eens een week later kreeg hij ook tegen Club NXT een basisplaats, in deze wedstrijd scoorde hij zijn eerste doelpunt voor RWDM. Botella wisselde in zijn eerste 'echte' seizoen bij RWDM periodes met een paar basisplaatsen op rij af met periodes met veel invalbeurten op rij, maar de Fransman kwam dat seizoen wel in quasi elke wedstrijd in actie. Met zijn vijf goals en zes assists – inclusief bekergoal tegen KV Kortrijk – droeg hij een aardige steen bij aan de promotie van RWDM naar de Jupiler Pro League.

### Red Star FC
In juni 2023 vond Botella, die een aflopend contract had bij RWDM, onderdak bij de Franse derdeklasser Red Star FC. Botella scoorde in zijn debuutseizoen acht competitiegoals, waarmee hij stevig bijdroeg aan de promotie van de club naar de Ligue 2 – enkel Hacène Benali scoorde dat seizoen meer competitiegoals voor Red Star.
Kwam Botella in de Championnat National nog quasi in elke wedstrijd in actie, dan viel zijn speeltijd in de Ligue 2 drastisch terug. Bij de jaarwisseling had hij acht competitiewedstrijden op de teller staan, waarvan slechts één als basisspeler. Zijn enige goals van het seizoen voor Red Star scoorde hij in de bekerwedstrijd tegen CG Haubourdin, waarin hij tweemaal de netten deed trillen.

### RAAL La Louvière
Op 31 januari 2025 werd aangekondigd dat Botella het seizoen op huurbasis uitdeed bij de Belgische tweedeklasser RAAL La Louvière. Twee dagen later liet trainer Frédéric Taquin hem op het uur invallen in de competitiewedstrijd tegen Zulte Waregem (0-0-gelijkspel). In de laatste negen competitiewedstrijden van het seizoen kreeg Botella telkens een basisplaats. In die negen wedstrijden scoorde Botella drie keer: in de 0-5-zege bij KSC Lokeren-Temse scoorde hij de 0-4, in het 1-1-gelijkspel tegen Patro Eisden Maasmechelen opende hij in het slotkwartier de score en in de 2-1-zege tegen Lierse SK legde hij vanop de strafschopstip de eindstand vast. Op de slotspeeldag van de reguliere competitie sprong La Louvière nog over Botella's ex-club RWDM naar de tweede plaats in het klassement, waardoor de Fransman voor het derde seizoen op rij promoveerde met zijn club.